# 修二会

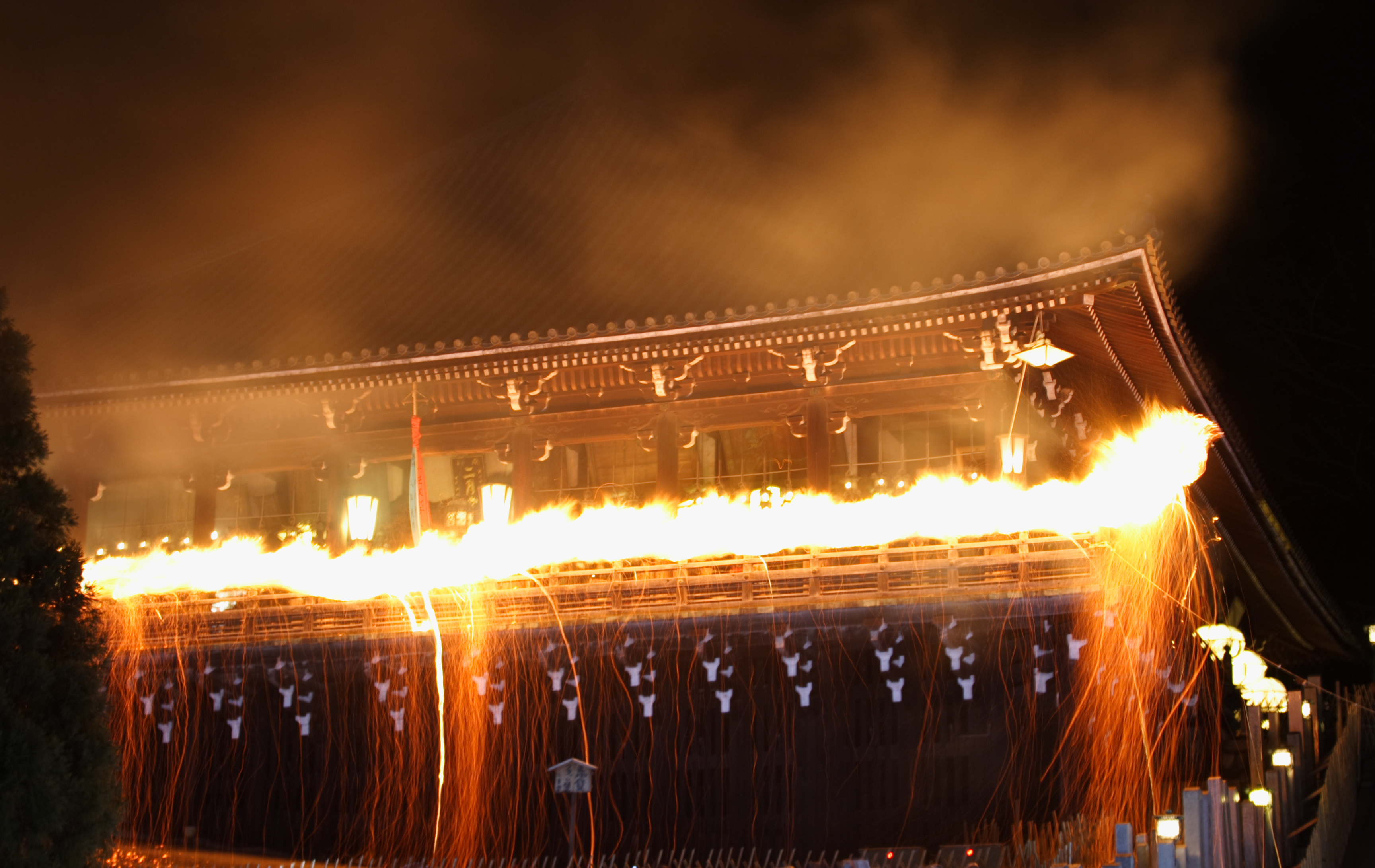
東大寺二月堂の修二会（お松明）

修二会（しゅにえ）は、毎年2月に日本の仏教寺院で行われる法会のひとつで、修二月会ともいう。なお、修正会（しゅしょうえ）は正月に行われる法会なので異なる。

## 概要
古くは旧暦1月に行われた法会である。農耕を行う日本では年の初めに順調と豊作を祈る祈年祭（としごいまつり）が重要視され、神や祖霊の力で豊年を招き災いを遠ざけようとする。養老令にも記載され、8世紀には国の重要行事とされていたが、修二会は祈年祭に対応した仏教の行事として形成され定着した行事である。奈良時代に主要な寺で始まり、光明皇后の役所も兼ねた宮殿紫微中台でも行われ、平安時代984年には修二会が山里の村々の寺の重要な行事として、造花を飾り香を焚き仏前を飾り祈っていた『三宝絵詞』の記録がある。その後も日本全国の寺でさまざまな形式で修二会や修正会は行われているが、奈良の古寺で行われるものが著名で、特に東大寺二月堂の修二会は「お水取り」の通称で知られる。また薬師寺の修二会は「花会式」の通称で知られる。他に法隆寺西円堂で行われるもの、長谷寺で行われるものがある。これら南都諸宗の修二会を下記で取り上げるが、これらの他にも真言宗や天台宗の古寺で行われている。これらの修二会は奈良時代半ばの8世紀に成立した悔過作法である。それぞれの本尊別に確立したもので、本尊の名前が付いているが、これは大乗仏教の側面を持ち本尊に対するこれら悔過・懺悔をすることは自己の修行だけでなく、いっさいの人々と社会に向けて、世の人たちの救済と利益（りやく）につながるものとされる。このため浄行する僧侶を選び、あらゆる人々が犯した罪を許してもらうため、心身を清め本尊に対して礼拝行を行い、1日6回本尊の周囲を巡る行道をして仏の徳をほめ讃えて礼拝する行を毎日繰り返す。苦行の面を持つ。

## 東大寺修二会（お水取り）

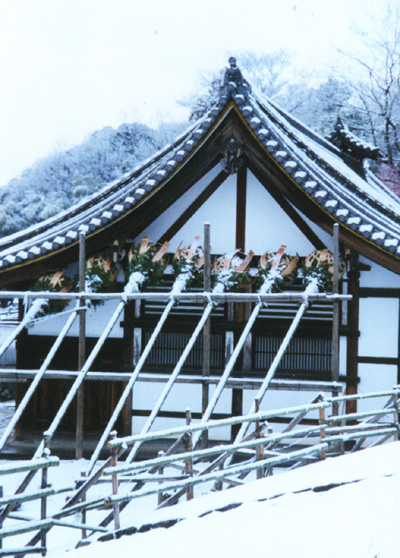
火をつける前のお松明

「お水取り」として知られている東大寺の修二会は、十一面悔過法（じゅういちめんけかほう）だが、8世紀半ばからの悔過作法だけでなくその後に古密教や神道や修験道民間習俗や外来の要素まで加えて大規模で多面的なものとして行われている。その本行は、かつては旧暦2月1日から15日まで行われてきたが、今日では新暦の3月1日から14日までの2週間行われる。二月堂の本尊十一面観音に、練行衆と呼ばれる精進潔斎した行者がみずからの過去の罪障を懺悔し、その功徳により興隆仏法、天下泰安、万民豊楽、五穀豊穣などを祈る法要行事が主体である。関西では「お松明（おたいまつ）」と呼ばれることが多い。

### 起源
伝説では、『二月堂縁起絵巻』（天文14年1545年）によると、天平勝宝3年（751年）東大寺の開山、良弁の弟子の実忠が笠置山で修行中に、竜穴を見つけ入ると、天人の住む天界（兜率天）に至り、そこにある常念観音院で天人たちが十一面観音の悔過を行ずるのを見て、これを下界でも行いたいと願った。しかし兜率天の一日は人間界の四百年にあたるので到底追いつかないと天人の1人に言われた。それで、少しでも兜率天のペースに合わせようと走って行を行うと念願したという。
『東大寺要録』（嘉承元年1106年）によると、実忠和尚が二月堂を創建し、初めての東大寺の十一面悔過が天平勝宝4年（752年）2月1日から14日間行われたと伝えられる。堀池春峰は、実忠はまだ20代で役職も低く行は寺全体のものではありえないと指摘し、さらに正倉院宝物の創建初期の「東大寺四至図」（天平勝宝8歳756年6月9日作成）に、「二月堂」記載が無いと実忠の創始と二月堂の創建を否定し、紫微中台の「十一面悔過所」の行に実忠は関与しただけであり、光明皇后の天平宝字4年760年の没後移設して二月堂になったとする説を唱えた。だが建築史家山岸常人により、「東大寺四至図」には若狭井の位置に既に「井」の印があり現在の二月堂敷地の南西角付近にあたる場所に□印が記載され、3間2面の小堂だったため堂名を記さず記号で表記したと実忠創建と創始を補強し、実忠と弟子たちの行が、実忠が要職に上がるとともに寺全体のものとなったという見解も反論された。

### 練行衆
修二会を行う行者は練行衆と呼ばれる11人の僧侶で、三役や仲間（ちゅうげん）、童子（大人である）と呼ばれる人達がこれを補佐する。「練行衆」の僧侶の任命は毎年、東大寺初代別当良弁僧正の御忌日にあたる12月16日早朝、法要開始前に華厳宗管長から発表される。
練行衆のうちでも特に四職（ししき）と呼ばれる4人は上席に当る。四職は次の通りである。
- 和上（わじょう）　練行衆に授戒を行う。
- 大導師（だいどうし）　行法の趣旨を述べ、祈願を行う。事実上の総責任者。通称「導師さん」
- 咒師（しゅし）　密教的修法を行う。
- 堂司（どうつかさ）行事の進行と庶務的な仕事を行う。通称「お司」

これ以外の練行衆は「平衆（ひらしゅ）」と呼ばれる。
平衆は次の通り。
- 北座衆之一（きたざしゅのいち）：平衆の主席。
- 南座衆之一（なんざしゅのいち）：平衆の次席。
- 北座衆之二（きたざしゅのに）
- 南座衆之二（なんざしゅのに）
- 中灯（ちゅうどう）：書記役。
- 権処世界（ごんしょせかい）：処世界の補佐役。通称「権処さん」
- 処世界（しょせかい）：平衆の末席。法要の雑用役[7]。

また練行衆を三役（堂童子（どうどうじ）、小綱兼木守（しょうこうけんこもり）、駆士（くし））と、童子、仲間（ちゅうげん）、加供（かく）の随伴緒役の人々が支え、行事を進行させてゆく。

### 別火
3月1日の本行に入る前に「別火」と呼ばれる前行がある。戒壇院の庫裡（別火坊）で練行衆が精進潔斎して合宿生活を行うのである。世間の火をいっさい用いず、火打ち石でおこした特別の火だけを利用して生活するのでこのように言われる。
初めての練行衆（新入 しんにゅう）と初めて大導師をつとめる人は2月15日から、それ以外の練行衆は2月20日から別火に入る。
別火には「試別火」（ころべっか）と「総別火」（そうべっか）の二つの期間がある。試別火の期間は5日（新大導師は10日）であとは「総別火」に入る。
試別火の期間は自坊に物をとりに行く程度は許されているが、勝手な飲食も火にあたることもできない。境内の外に出てもならない。かつては自坊で行ったが、妻帯するようになってから合宿するようになった。
2月21日は「社参」が行われ、新入を除く練行衆が和上を先頭に列を作り、八幡殿、大仏殿、天皇殿、開山堂に参詣し、行の安全を祈願する。途中4箇所で平衆がほら貝を吹く。また、この日、二月堂の湯屋で、「試みの湯」が行われる。「例年の如く御加行なさりょうずるで候や」と問われ、修二会に参加する覚悟を固めるてから入浴する。
2月23日には「花拵え」「燈心揃え」が行われる。東大寺修二会では仏前に供える花として造花（椿と南天）を作る。また、この日、灯明に用いる燈芯を作る。この二つの作業に練行衆、三役らが総出で行い、椿400個、南天50個、多くの燈芯を用意する。2月24日には上七日に仏前に供えられる壇供（だんぐ）と呼ばれる厚さ3cm直径15cm程の餅を1000個つく（3月5日にも同数の檀供が下七日の為につかれる)。
試別火の期間中、本行に備えて法具を準備したり、夜は声明（節をつけて経を読む）の練習をする。声明の節は複雑で、すべて暗記せねばならず、特に新入にとっては大変な仕事である。
2月25日(閏年26日)の社参は娑婆との別れの意味を含む。
総別火に入るのは2月26日で、順次入浴し、紙衣（紙で作った衣）を着る。紙衣は清浄な物と考えられており、行の期間中はこれを着続ける。この期間中は別火坊の大広間のテシマゴザという清浄なゴザのうえ以外に座ってはならず、私語は許されず、火の気は一切ない。湯や茶を勝手に飲むことができず、土の上に降りてはならない。
椿の造花を枝に指したり、紙衣の上に重衣という墨染めの衣を初めて着る「衣の祝儀(2月27日)」などがおこなわれる。また夕刻ほら貝の吹きあわせもする。夜は声明の練習である。
2月の末日になると、戒壇院の別火坊から本行の行われる二月堂に移動するためあわただしくなる。各種の法具などは香の煙をたきしめて清める「香薫」をしてから外に運び出す。最後に大広間で「大懺悔（おおいさんげ）」を唱えてから、練行衆は二月堂に移る。本行のはじまりである。

### 本行に入る
本行の間に練行衆が寝泊まりするのは二月堂の北側、「登廊」と呼ばれる石段の下の「食堂（じきどう）」・「参籠宿所」と呼ばれる細長い建物である。この建物は鎌倉から室町時代に建てられた重要文化財である。
宿所入り（2月28日。閏年は29日）の夕方、「大中臣の祓い」が行われる。咒師が大中臣祓詞を黙誦し、御幣で練行衆を清める。神道の行事である。東大寺修二会には神道的要素が多く含まれている。
3月1日の深夜1時から「授戒」が行われる。戒を授けるのは和上で、和上は食堂の賓頭盧尊者（びんずるそんじゃ）に向かって自誓自戒した後、練行衆全員に守るべき八斎戒（殺生、盗み、女性に接することなど）を一条ずつ読み聞かせて「よく保つや否や」と問いかける。大導師以下、練行衆は床から降り、しゃがんで合掌し、戒の一つ一つに対して「よく保つ、よく保つ、よく保つ」と三遍誓う。なお3月8日にも改めて授戒が行われる。
受戒が終わると、1時40分、「ただいま上堂、ただいま上堂」のかけ声にあわせて練行衆は一団となって二月堂に上堂し、木沓にはきかえ、礼堂の床を踏みならす。これを開白上堂という。内陣の錠があけられ、扉が開くと、練行衆は内陣にかけいり、須弥壇の周囲を3周し、本尊を礼拝し、内陣の掃除や須弥壇の飾り付けを行う。
2時15分ごろ、二月堂内の明かりがすべて消され、扉が閉ざされる。堂童子が火打ち石を切り、火をおこす。この火を一徳火といい、常燈の火種とされる。
2時30分、初めての悔過法要（開白法要）が行われる。これは3時頃終わり、就寝となる。
明けて正午になると鐘が鳴らされ食堂で「食作法（じきさほう）」が行われる。正午から約30分、大導師が信者の息災、過去者の成仏などを祈願したあと、一汁一菜または二菜の食事（正食）をとる。その給仕の作法は独特のものである。正食の後はその日は食事をとってはならない。この作法は本行の間、連日続く。
二月堂の本尊は「大観音」「小観音」と呼ばれる二体の十一面観音像で、いずれも絶対の秘仏で練行衆も見ることができない。

### 悔過法要
この行事の中心部分である。
本行の期間中、日に六回（六時という）、十一面悔過法が行われる。6回の法要にはそれぞれ名前があり、「日中(にっちゅう)」「日没(にちもつ)」「初夜(しょや)」「半夜(はんや)」「後夜(ごや)」「晨朝(じんじょう)」と呼ばれる。その唱える内容や節回し、所作などは六時それぞれのものがある。平衆が交代で導師をつとめ、その声に唱和して唱句を全員で唱える。この導師を時導師という。
悔過法要は次の通り行われる。
- 散華行道は悔過に先だって道場を荘厳するため、ハゼ（餅）をまきながら須弥壇の周りを回り、観世音菩薩の徳をたたえる。
- 大咒願は大導師が一同を代表して行法の趣旨を表明するものであり、漢音で唱えられる。「南無教主　釈迦如来」は「のうぼうこうしゅ　せいきゃじょらい」と読む。
- 悔過は諸仏の名前を唱えた後、十一面観音の姿や功徳を列挙して唱句を斉唱し、一句ごとに礼拝を繰り返す。罪障懺悔の唱句はない。
- 宝号は時導師の音頭で観世音菩薩の名号を唱えては一礼することを繰り返す。

「南無観自在菩薩」を繰り返すうちに、「南無観自在、南無観自在」となり、「南無観、南無観」と短くなってゆき気分が高揚してくる。最後は「南無帰命頂礼大慈大悲観自在尊」と厳かに唱え締めくくる。宝号が終わり近くになると五体人の平衆の一人が礼堂に出て五体板に膝を打ち付け懺悔の心を体で表す五体投地を行い、懺悔の心を体で表現する。そして、大懺悔、後行道と続き回向文でおわる。

### 大導師作法と過去帳読誦
初夜と後夜の悔過は「大時」といわれ特別丁寧に行われ、悔過作法の後に「大導師作法」「咒師作法」をおこなう。
大導師作法は聖武天皇、歴代天皇、東大寺に縁のあった人々、戦争や天災に倒れた万国の人々の霊の菩提を弔うとともに、現職の総理大臣以下の閣僚、最高裁長官などの名を読み上げ、その働きが天下太平、万民豊楽をもたらすよう祈願する。
初夜の大導師作法の間には「神名帳」が読誦される。これも神道の行事である。1万3700余所の神名が読み上げられ呼び寄せる（勧請）。お水取りの起源となった遠敷明神は釣りをしていてこれに遅れたと伝えられている。
また3月5日と12日の2回過去帳読誦が行われる。過去帳では聖武天皇以来の東大寺有縁の人々の名前が朗々と読み上げられる。
これには怪談めいた話がある。鎌倉時代に集慶という僧が過去帳を読み上げていたところ、青い衣を着た女の幽霊が現れ、
「など我が名をば過去帳には読み落としたるぞ」
と言った。なぜ私の名前を読まなかったのかと尋ねたのである。集慶が声をひそめて「青衣の女人（しょうえのにょにん）」と読み上げると女は満足したように消えていった。いまでも、「青衣の女人」を読み上げるときには声をひそめるのが習わしである。

### 咒師作法と達陀の行法
咒師作法（しゅしさほう）は咒師が須弥壇の周りを回りながら、清めの水（洒水）を撒き、印を結んで呪文を唱えるなど、密教的な儀式である。鈴を鳴らして四方に向かって四天王を勧請するのもその一環である。3月12日以降の3日間は、後夜の咒師作法の間に達陀の行法が行われる。
達陀の行法（だったんのぎょうほう）は、堂司以下8人の練行衆が兜のような「達陀帽」をかぶり異様な風体で道場を清めた後、燃えさかる大きな松明を持った「火天」が、洒水器を持った「水天」とともに須弥壇の周りを回り、跳ねながら松明を何度も礼堂に突き出す所作をする。咒師が「ハッタ」と声をかけると、松明は床にたたきつけられ火の粉が飛び散る。修二会の中でもっとも勇壮でまた謎に満ちた行事である。
その日の全ての行法を終えて参籠宿所に戻るときには「ちょうず、ちょうず」と声を掛け合いながら石段を駆け下りる。「ちょうず」とは手洗い、トイレのことである。ある時、行法を終えて帰ると、烏天狗たちがやってきて行法のまねをして火を弄んで危険だったことがわかったので、ちょっと手洗いにゆくのだと思わせるためにこういうのだそうである。

### お松明
修二会のシンボルのような行事に二月堂の舞台で火のついた松明を振り回す「お松明」がある。この松明は上堂の松明といわれ、本来は、初夜の行を始めるために練行衆が登廊を登るときに道明かりとして焚かれるもので、室町時代の絵では50cmくらいのいまのチョロ松明程度のものであるが、江戸時代に徐々に大きくなり童子に寺から禁制が出されたが童子が見せ場を願い、そのまま今のように巨大化し演じるようになる。一人の童子が松明をかざして、後に一人の練行衆が続き、入堂された後に、その松明を舞台(欄干）に回り、火を振り回すのである。その後、裏に回り水槽で消され、上がってきた登り廊を降りていく。本行の期間中連日行われるが、12日は一回り大きな籠松明が出るので見応えがある。また、12日のみ11本の松明が上堂する。他の日は10本である。12日以外の日は、新入は先に上堂して準備をしているため10人、12日だけは準備をしてから一旦下堂するので11人の上堂となる。この籠松明は長さ8m、重さ70kg前後あり、バランスを取るため、根が付けられている。他の日の松明は長さ6～8m重さ40kg。籠松明以外は、使われる日の早朝に担ぐ童子自身が食堂(じきどう)脇で作る。材料は1～2年かけて集める。周辺各地から竹送りとして、名張の「伊賀一ノ井松明講」、奈良市内縁家による「仁伸会」、生駒市高山地区の「庄田松明講」、京都府京田辺市の「山城松明講」、などの講やグループから寄進があり、1年間保管の後に使用する。籠をくくるフジヅルは、滋賀県甲賀市（旧・信楽地区）の江州紫香楽一心講から毎年200kgが寄進されている。だが竹以外は年々調達が難しくなってきている。
お松明の火の粉を浴びると健康になる、あるいは幸せになると信じられている。また燃えかすを持って帰り護符の代わりにする信者も多い。
12日のお松明には年によっては2万人から3万人の人出がある。（ただし12日は非常に混雑するため規制・照明・放送などがあり、雰囲気を味わうには前半に見る方がよい。）

### 走りの行法
走りの行法は3月5日からの3日間、および3月12日からの3日間、後夜の悔過作法の前に行われる。本尊十一面観音の11の面の内の頂上仏面を「南無頂上」「南無最上」などと礼拝し、須弥壇の周りを回りながら一人ずつ礼堂に出て五体投地する。だんだんと歩調が早くなり、はじめは木の沓（さしかけ）を履いているが、やがてそれを脱いでしまいはだしで走るようになる。この行法は前述の実忠の伝説に由来する。

### お水取り
3月12日、後夜の五体投地を中断して13日午前1時30分ごろから3時ごろまでお水取りが行われる。お水取りが終わると再開される 。大勢の参拝者の見守る中、咒師が先導して、呪師童子が蓮松明（呪師松明）を抱え、5人の練行衆とともに南側の石段を下りて閼伽井屋（あかいや　別名・若狭井）へ向かう。雅楽が奏され、おごそかに行列が進む。途中、良弁杉の横の小神社の興成社に立ち寄り祈る。
咒師と堂童子と駆士2人、堂童子付き以外の童子数人が、閼伽井屋に入り灯りをともさず香水をくむ。堂童子の童子は扉の開閉を担当し、他の5人の練行衆は入口を警備する。香水は閼伽桶とよばれる桶に入れられ榊を飾った担い台に乗せられ、駆士により二月堂に3往復し運ばれ南出仕口で小綱が受け取り、外陣の南正面に運ぶ。内陣には和上・大導師・堂司が運び入れる。香水は、いったん大桶に入れられ、翌日、須弥壇下の香水壺に蓄えられる。本尊に供えられたり、供花の水として用いられたりする。走りの行法の後で和上から練行衆に数滴、分かたれ、参篭衆にも配られる。その後、中灯・権処世界から香水杓で礼堂や一般の聴聞者にも給われる。香水壺には、開始以来の香水が薄まりながら伝えられているとされる。お水取り直後から2日間、六時の悔過作法で香水加持をして霊力を強める。
新春に若水をくみ上げて用いて邪気を払う、浄水への若水信仰が各地にあり、この水取りの基盤にあるとする。
伝説では、この水は、若狭の遠敷明神（おにゅうみょうじん）が神々の参集に遅れたお詫びとして二月堂本尊に献じられたとされる（『東大寺要録』）。今でも遠敷明神の神宮寺であった若狭小浜市の若狭神宮寺では今もこの井戸に水を送る「お水送り」（3月2日）の行事が行われている。

### 不退の行法
東大寺修二会は大仏開眼と同年の752年（天平勝宝4年）から始められて以来、現在まで一度も途絶えることなく今日まで伝えられている、東大寺がある限り続く「不退の行法」である。ライターの田中昭三によれば、過去4度に途絶える危機があったとする。
最初は1180年（治承4年）の南都焼討の直後で、二月堂自体は焼き討ちから逃れたものの修二会をやる余裕がないとみられたことから別当の弁暁が次回の修二会の中止をいったん決心するも、他の僧侶たちが400年も越えて続いた伝統の途絶を危ぶんで中止に反対し、通年通り催された。
二度目は1567年（永禄10年）の東大寺大仏殿の戦いのあとで、この時も二月堂自体は災禍から逃れたものの、一時開催が危機に瀕した。
三度目は1667年（寛文7年）のことで、この年の修二会第13日目に行の残り火が原因で二月堂が火災で失われたときも三月堂で行われ、二月堂が再建されるまでの間も仮堂で継続された。
四度目は物資難から諸々の行事が中止せざるを得なかった太平洋戦争の戦中で、軍部からの中止の圧力もあり特に困難だったが、堀池春峰が用度担当者として食糧や資材の確保、人員調達に奔走し、修二会の中断を防いで評価が高い。戦争中は灯火管制や空襲警報で、堂の扉に目張りをして閉じて行をして黒幕も垂らし野外行事も簡素化、水取りに行くのも松明を使えず竹筒にろうそくを立て、前を開けて黒い布を垂らし足元だけ照らして続けた。

### 東大寺の修正会
東大寺では修二会のほかに修正会も行っている。1月7日のみの簡単なものであるが、初夜と後夜に別れ、初夜では如意輪観音に悔過し、後夜では礼仏偈ほか多くの法要が行われる。

### 修二会拝聴の要領
修二会の行は、許可を得た男子が外陣に入ることを許されるほか、四方の局と呼ばれる拝殿で自由に拝聴することができる（ただし静粛が絶対条件）。しかし真暗闇のなか物音や内陣の壁に遮られて拝聴していても一体今何が行われているか聴き取れないことがほとんどである。それをいくぶんかでも理解するためには行の構成を前もって簡単に頭に入れておくことが必要である。
行の内容は基本的には日中、日没、初夜、半夜、後夜、晨朝と、六回の悔過作法を繰り返すことにある。ただし同じ悔過作法といっても時により日により、長さや唱えられ方にかなりの異同がある。初夜と後夜では、悔過作法自体の時間が長い上に、大導師作法、呪師作法が加わる。そこで、一日の日程の骨子は次のようになる。
「悔過−悔過−（長い休憩、お松明）−悔過−大導師−呪師−悔過−（短い休憩＝本手水）−悔過−大導師−呪師−悔過」
原則的には、日中の悔過作法は一日一度の食作法が終わって午後1時頃始まり、お松明が終わって初夜の始まるのが7時半頃、本手水が11時頃、晨朝の悔過作法の終わるのが午前1時頃である。ただし3月12日はお水取りのスケジュールがこむので4時頃までかかる。
悔過作法の大要は、毘盧遮那仏や、十一面観音など、仏の礼賛にある。テキストはさまざまな仏典からの抜粋であり、内容はその仏の御名の連呼、仏の美質の列挙といってよい。ただし中ほどで唱えられる呪願は練行衆がこの二週間どういうことをやるかという、いわば修二会の宣誓である。いずれもが漢文である。理解できない漢文が続くなかで式次第のどの辺りにいるのかを知るための目やすとなる特徴的な行は、差懸を踏み鳴らして練行衆たちが堂内をまわる、散華の行道と般若心経の行道である。散華の後に呪願があり、有名な「南無観」の宝号があって、宝号の間に五体投地がある。膝を五体板に打ちつけて行うこの行は懺悔の心を最も体で表している。最後に近く、心経の行道があり、しめくくりに「たいしゃ、こい、こい」という神秘的な唱えごとが聞こえてくる。大悲者とは、すなわち十一面観音、こいとは回向一切の縮まった形である。
大導師作法では、こんどは仏でなく日本全国の神々を請来し（神名帳読上げ）、次に、小さいところでは行の無事、大きいところでは世界平和を祈願する。2011年3月11日、東北地方太平洋沖地震が行中に出来したときには、犠牲者の冥福を祈るための祈願が急遽加えられている。すべてが日本語で行われるのだが、おおむね早口で唱えられるため、祈願の区切りごとに「神呪の御名」と唱えられる、この決まり文句しか聞きとれないことが多い。過去帳は5日と12日、この作法の間に読み上げられる。
呪師作法は、道場である二月堂を清浄にするため、悪鬼や魑魅魍魎を追い払う儀式である。堂内に四天王を呼び入れるために東西南北に向かって「於我勧請来宝殿、証知証誠勧請下」と高らかに唱えられるメロディーが忘れがたい。この作法では漢語だけでなく、梵語も登場する。最終3日間の達陀の行法は後夜の呪師作法の後に来る。
問題はひとつの作法から次の作法にいつ移行するかだが、悔過作法と大導師作法、大導師作法と呪師作法との間には法螺貝の吹き合わせがあるので簡単に場面転換のきっかけを知ることができる。

### 修二会と芸術
- ドイツの作曲家シュトックハウゼンの電子音楽「テレムジーク」は、作曲者によって採集された世界各地の音を電子音と融合させた作品であるが、日本を代表する音として雅楽とお水取りの声明が選ばれている。実際にシュトックハウゼンは1966年に奈良を訪れお水取りに立ち会っている。
- 日本の作曲家、柴田南雄は1978年、「修二會讃」を作曲した。東大寺の修二会の声明のほかに、『華厳経』の一部や小林一茶、大島蓼太、松尾芭蕉の俳句をテクストに用いたシアターピース（合唱劇）で、委嘱した東京混声合唱団によって同年に初演された。
- 日本のシンガーソングライター、さだまさしは1993年、この行事をテーマにした楽曲「修二会」を制作している（作詩・作曲：さだまさし　アルバム『逢ひみての』収録）。さだは日本の古典的、民族的、仏教的なモチーフの作品を数多く作っているが、この曲もその1つである。また、さだは東大寺の管長らとも縁があり、大仏殿の昭和の大修理の際、落慶法要コンサートを行っている。
- 歌舞伎役者・舞踊家の二代目尾上松緑は東大寺の修二会を取材して、舞踊『達陀』を作った。
- 評論家の小林秀雄は、達陀の行法に接して「バッハだ」と嘆息したという[28]。
- 画家では杉本健吉や須田剋太などが修二会にちなむ絵を描いている。
- 写真では入江泰吉が1946年ごろから30年以上修二会に通いつめ撮影を行った。こうした撮影活動の末、入江は写真集『お水取り』1968年三彩社、『東大寺とお水取り』1981年集英社を刊行する。
- また写真家土門拳は1967年東大寺修二会を撮影し、翌年、平凡社「太陽」1月号に特集記事として掲載された。
- 修二会にも参籠する彫刻家水島太郎の等身大の脱活乾漆作品"初夜上堂"(世沙弥美術館)大阪塚本にある。

### ギャラリー

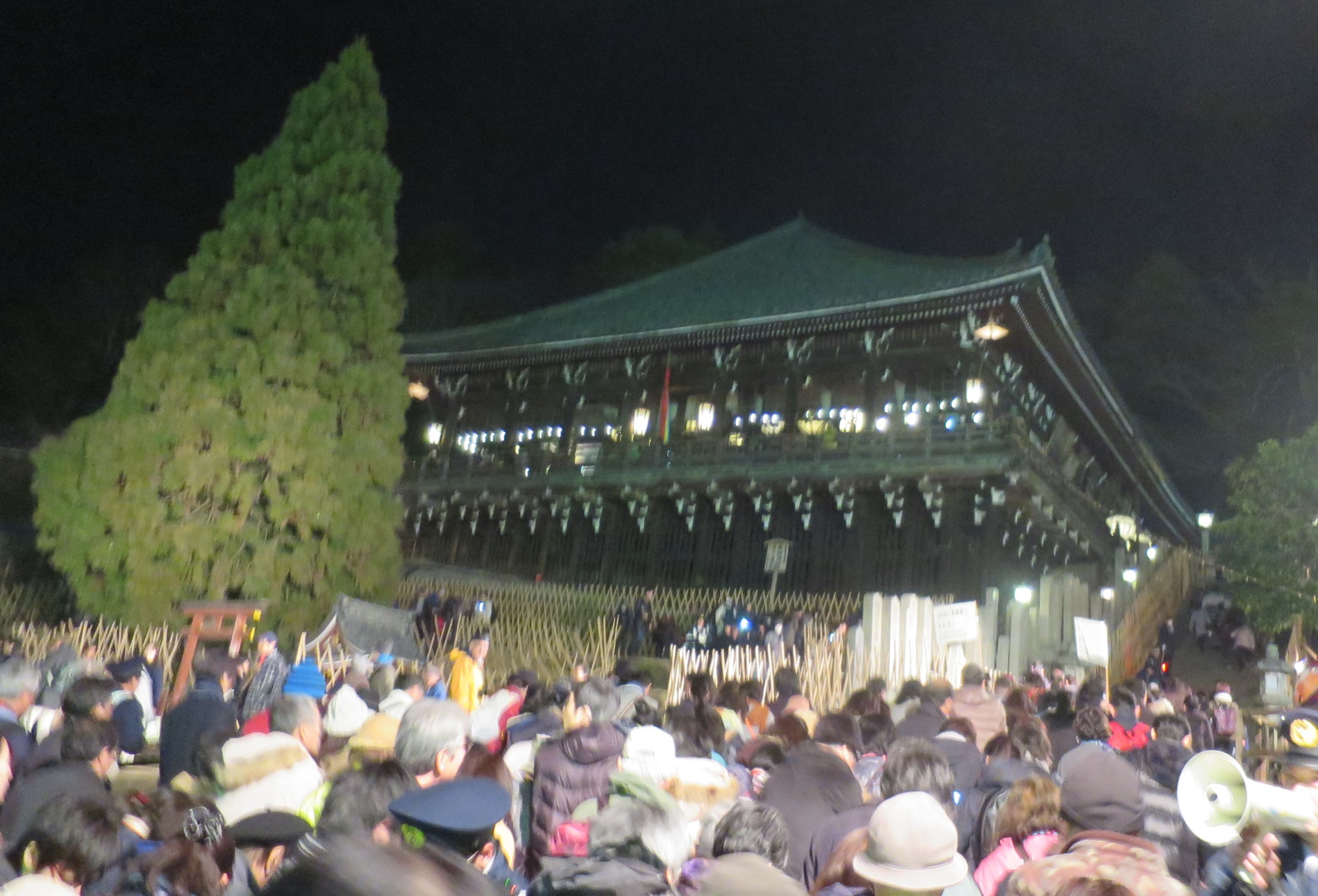
お松明終了後の状態、舞台に上がることができる (2016.03.04)

## 薬師寺修二会（花会式）
通称「花会式（はなえしき）」と呼ばれる薬師寺の修二会は例年、3月30日から4月5日にかけて行われる薬師悔過法である。4月5日は結願法要として、「鬼追い式」が行われている。薬師寺の修二会は、花会式と称されるように、十種の造花が本尊薬師如来にささげられる。
これは嘉承2年（1107年）、堀河天皇の皇后が病気になり、その平癒を薬師寺の本尊に祈願したところ回復したので、これに感謝して修二会に梅、桃、桜など和紙の造花を十種類の造花を供えたのが始まりであるといわれている。現在も造花作りは、昔通り寺の縁家の奈良市菩提山町の橋本家と、寺侍の家柄だった奈良市西の京町の増田家によりボランティアの手作業で作成されている。
悔過法が終わった5日の夜8時に「鬼追い」がある。松明を持った黒、青、赤、白、黄の5匹の鬼が堂外にあらわれ、大声で叫び堂をかけめぐる。やがて毘沙門天があらわれ鬼を退散させる。修二会の最後に鬼が現れるのは長谷寺のだだおしと共通している。
なお、修正会は1月1日から15日にかけて行われ、吉祥天女を本尊とする吉祥悔過を行う。

## 新薬師寺修二会（おたいまつ）
新薬師寺では、本尊薬師如来の縁日である4月8日に薬師悔過が行われる。夕方5時から東大寺の協力を得て11人の僧侶が「日中」の法要を行い、7時から大松明が11本境内を行道する。その後「初夜」の悔過行が行われる。

## 法隆寺修二会
毎年2月1日から3日にかけて西円堂で行われる。弘長元年(1261年）以来続く伝統行事。本尊の薬師如来座像の前で「薬師悔過」を行う。
なお結願の3日、午後7時ごろから追儺式が行われる。西円堂で黒鬼、青鬼、赤鬼が松明を投げ、毘沙門天が現れて鬼を追い払う。薬師寺の修二会と共通するものがある。
なお、毎年1月8日～14日法隆寺の金堂では修正会も行われている。この行事は神護景雲2年（768年）にはじめて行われて以来続いており、吉祥天に向かって懺悔する吉祥悔過である。7日間にわたり、晨朝、日中、日没、初夜、半夜、後夜の法要が行われ、国家安隠、万民豊楽、寺門興降の祈願を祈願する。

## 長谷寺修二会（だだおし）
長谷寺では毎年2月8日から14日まで7日間、本尊十一面観音に対する悔過法要が行われる。結願の2月14日、ほら貝や太鼓が響く中、松明をもって本堂の周囲を赤・青・緑の鬼が走り回る「だだおし」が行われる。長谷寺を開山した徳道上人が閻魔大王より授かったという「檀拏印（だんだいん）」を押印した「牛玉札（ごおうふだ）」の法力で松明を持った赤鬼、青鬼、緑鬼を退散させる行事。1953年（昭和28年）までは、赤鬼だけが内陣に出たり入ったりして、人々は鬼が持つ松明を奪い合った。「だだおし」の「だだ」は、東大寺で行われる「達陀（だったん）」も「だだ」であり、同語源であるとの説がある。